# ريجنالد تايلور
ريجنالد تايلور (30 نوفمبر 1909 في المملكة المتحدة - 7 يناير 1984) (بالإنجليزية: Reginald Taylor)‏ هو لاعب كريكت بريطاني (وحمل سابقاً جنسية المملكة المتحدة لبريطانيا العظمى وأيرلندا). لعب مع نادي مقاطعة ساسكس للكريكت ‏.

## وصلات خارجية
- ريجنالد تايلور على موقع إي آس بي آن كريك إنفو (الإنجليزية)